# Juan Domingo de Zuñiga y Fonseca
Juan Domingo de Zuñiga y Fonseca, född 1640, död 1716, var generalguvernör eller ståthållare i de Spanska Nederländerna 1670–1675.